# Cerb comun
Cerbul comun (Cervus elaphus; numit și Cerb european, Cerb roșu, Cerb roșcat, Cerb carpatin, în Republica Moldova – Cerb nobil) este una dintre cele mai mari specii de cerbi. Cerbul comun este răspândit în cea mai mare parte a Europei, regiunea Munților Caucazului, Asia Mică, Iran, părți din Asia de Vest și Asia Centrală. De asemenea, se găsește în regiunea Munților Atlas dintre Maroc și Tunisia în nord-vestul Africii, fiind singura specie de cerb care se găsește în Africa. Cerbul roșu a fost introdus în unele zone, inclusiv Australia, Noua Zeelandă, Statele Unite, Canada, Peru, Uruguay, Chile și Argentina.
Cerbii sunt rumegători, caracterizați printr-un stomac cu patru camere. Dovezile genetice indică faptul că cerbul nobil, așa cum este definit în mod tradițional, este mai degrabă un grup de specii, decât o singură specie, deși exact câte specii include grupul rămâne incert. Cervus canadensis (cerbul canadian sau wapiti) sunt strâns înrudiți și puțin mai mari, fiind originari din America de Nord și din părțile estice ale Asiei, au fost anterior priviți ca o subspecie a cerbului roșu, dar recent a fost stabilit ca este o specie distinctă. Strămoșul tuturor cerbilor, inclusiv a wapitiului, provine probabil din Asia centrală și seamănă cu cerbul pătat.
Deși la un moment dat cerbul a fost rar în anumite părți ale Europei, nu a fost niciodată în pericol de dispariție. Eforturile de reintroducere și conservare, cum ar fi în Regatul Unit și Portugalia, au dus la creșterea populației de cerbi roșii, în timp ce în alte zone, precum Africa de Nord, a continuat declinul populației.

## Taxonomie
Până de curând, biologii considerau că cerbul roșu și wapiti (C. canadensis) sunt aceeași specie, formând o distribuție continuă în toată Eurasia temperată și America de Nord. Această convingere se baza în mare parte pe hibrizii complet fertili care pot fi produși în condiții de captivitate.
Dovezile genetice arată clar că wapiti și cerbul roșu formează două specii separate.
Un alt membru al grupului cerbilor roșii care ar putea reprezenta o specie separată este Cervus elaphus corsicanus. Dacă este așa, C. corsicanus include subspecia C. e. barbarus (probabil un sinonim al C. e. corsicanus) și este limitată la Maghreb în Africa de Nord, Corsica și Sardinia.
Un studiu din 2014 privind ADN-ul mitocondrial a arătat că filogenia internă a speciei Cervus este următoarea:
|  | C. elaphus (cerbul roșu european) |
|  |                                   |
|  | C. hanglu (Cerb din Kashmir)      |
|  |                                   |

|  | C. albirostris (cerbul lui Thorold)                                               |
|  |                                                                                   |
|  | \| \| C. nippon (Cerb pătat) \| \| \| \| \| \| C. canadensis (Wapiti) \| \| \| \| |
|  |                                                                                   |
|  | C. nippon (Cerb pătat)                                                            |
|  |                                                                                   |
|  | C. canadensis (Wapiti)                                                            |
|  |                                                                                   |

|  | C. nippon (Cerb pătat) |
|  |                        |
|  | C. canadensis (Wapiti) |
|  |                        |

|  | C. elaphus (cerbul roșu european) |
|  |                                   |
|  | C. hanglu (Cerb din Kashmir)      |
|  |                                   |

|  | C. albirostris (cerbul lui Thorold)                                               |
|  |                                                                                   |
|  | \| \| C. nippon (Cerb pătat) \| \| \| \| \| \| C. canadensis (Wapiti) \| \| \| \| |
|  |                                                                                   |
|  | C. nippon (Cerb pătat)                                                            |
|  |                                                                                   |
|  | C. canadensis (Wapiti)                                                            |
|  |                                                                                   |

|  | C. nippon (Cerb pătat) |
|  |                        |
|  | C. canadensis (Wapiti) |
|  |                        |

Cervus elaphus a apărut în Europa la începutul Pleistocenului mijlociu, în urmă cu aproximativ 800.000 de ani. Aceste forme timpurii au aparținut paleosubspeciei Cervus elaphus acoronatus. Sunt cunoscute și alte paleosubspecii, inclusiv cele aparținând lui C. elaphus rianensis din Pleistocenul mijlociu din Italia, C. elaphus siciliae din Pleistocenul mijlociu târziu.
Uniunea Internațională pentru Conservarea Naturii a enumerat inițial nouă subspecii de cerb roșu (Cervus elaphus): trei ca fiind pe cale de dispariție, una ca fiind vulnerabilă, una ca fiind aproape amenințată și patru fără suficiente date pentru a oferi o categorie (date insuficiente). Cu toate acestea, specia în ansamblul său este clasificată ca fiind mai puțin îngrijorătoare. Cu toate acestea, această clasificare s-a bazat pe clasificarea tradițională a crbului roșu ca o singură specie (Cervus elaphus), inclusiv wapiti.
În tabelul de mai jos sunt enumerați anumiți membri ai grupului de specii de cerb roșu. Dintre cele enumerate, C. e. hippelaphus și C. e. scoticus pot fi sinonime junior.
| Nume | Subspecie                                       | Status                        | Areal istoric | Note |
| ---- | ----------------------------------------------- | ----------------------------- | --- | --- |
|      | Cerb roșu din Europa Centrală C. e. hippelaphus |                               | Europa Centrală și de Vest, Balcani                                                                                 | Subspecie de mărime medie spre mare, cel mai mare cerb găsindu-se în Munții Carpați din Europa Centrală. Este de culoare deschisă, cu o pată pe spate de culoare deschisă, mărginită de negru.. |
|      | Cerb roșu caspic C. e. maral                    |                               | Asia Mică, Crimeea, Caucaz și nord-vestul Iranului                                                                  | Subspecie mare; blana sa este gri închis, cu excepția verii, când este maro închis. |
|      | Cerb roșu norvegian C. e. atlanticus            |                               | Norvegia | Subspecie mică |
|      | Cerb roșu scoțian C. e. scoticus                |                               | Anglia, Scoția și Irlanda                                                                                           | Acest cerb este puțin mai mic decât cerbul roșu din Europa de Vest, iar blana sa este mai deschisă la culoare, cu o margine distinctă a petei mai deschise de pe spate.                         |
|      | Cerb roșu spaniol C. e. hispanicus              |                               | Peninsula Iberică                                                                                                   | Mai mic decât cerbul roșu obișnuit și de culoare mai cenușie |
|      | C. e. italicus                                  |                               | Cândva larg răspândită pe coasta de nord-est a Italiei, dar acum limitată la rezervația naturală Bosco della Mesola | Una dintre cele mai mici subspecii, asemănătoare subspeciilor Corsican și Atlas. |
|      | Cerb roșu suedez C. e. elaphus                  | Pe cale de dispariție critică | Suedia | |
|      | Cerb roșu corsican C. e. corsicanus             | Aproape amenințată (NT)       | Corsica și Sardinia; probabil introdus acolo în vremuri istorice și identic cu cerbul de Barbaria                   | Una dintre cele mai mici subspecii |
|      | Cebul de Barbaria C. e. barbarus                | Aproape amenințată            | Maroc, Algeria și Tunisia                                                                                           | Una dintre cele mai mici subspecii |
|      | Cerbul roșu din Crimeea C. e. brauneri          | Aproape amenințată            | Crimea | |

## Descriere

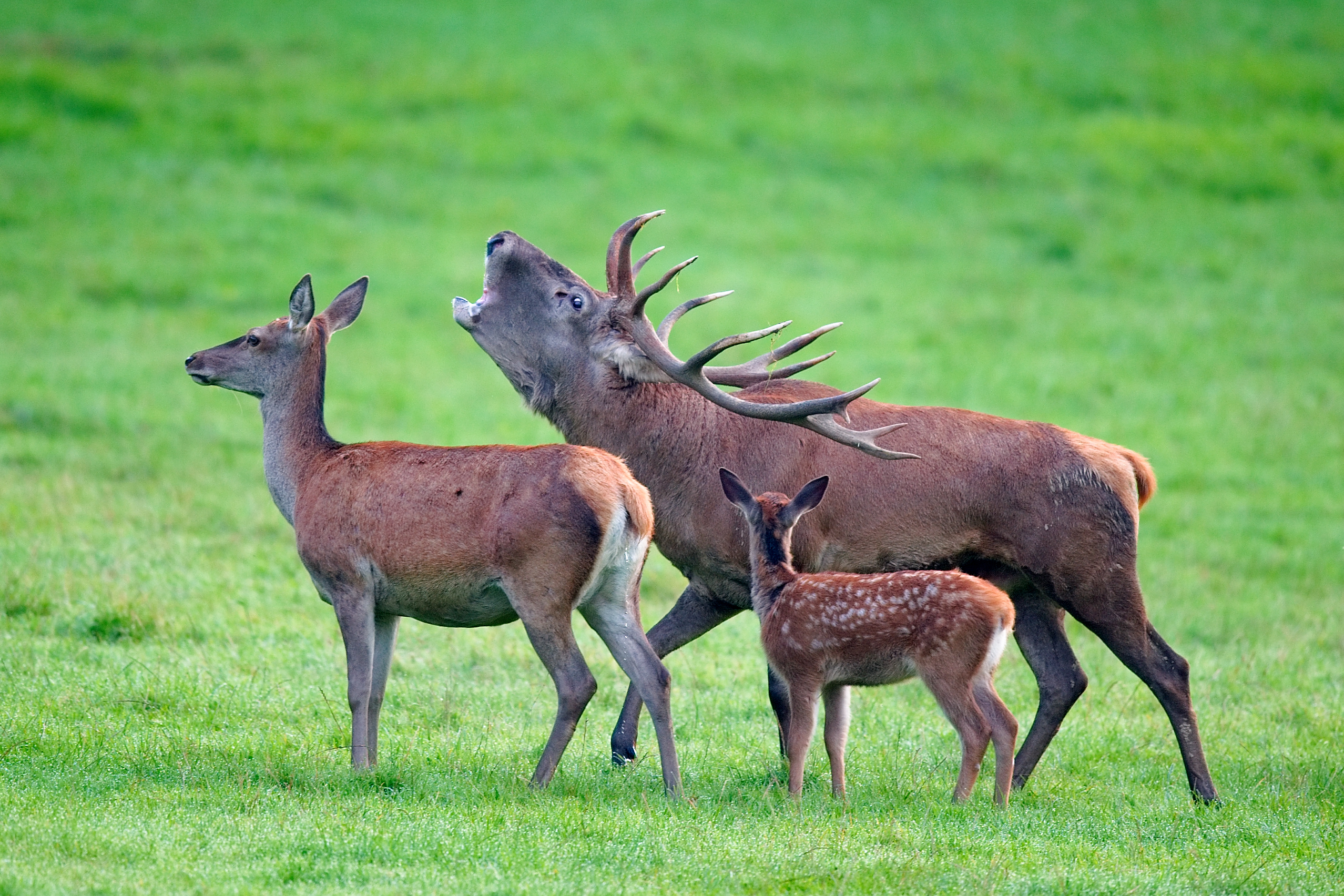
Cerbul roșu este a patra specie de cerb ca mărime.

Cerbul roșu este a patra cea mai mare specie de cerb existentă, după elan, wapiti și cerbul indian. Este un rumegător, consumându-și hrana în două etape și având un număr par de degete pe fiecare copită, la fel ca bovinele, cămilele și caprele. Cerbul roșu european are o coadă relativ lungă în comparație cu rudele sale din Asia și America de Nord. Între diferitele subspecii de cerb roșu se observă diferențe subtile de aspect, în principal în ceea ce privește mărimea și coarnele, cea mai mică fiind cerbul roșu corsican, care se găsește pe insulele Corsica și Sardinia, iar cea mai mare fiind cerbul roșu caspic din Asia Mică și regiunea Caucazului, la vest de Marea Caspică.
Cerbii din Europa Centrală și de Vest variază foarte mult ca mărime, unii dintre cei mai mari cerbi găsindu-se în Munții Carpați din Europa Centrală. Cerbii roșii din Europa de Vest au crescut istoric până la dimensiuni mari, având la dispoziție o cantitate mare de hrană (inclusiv recoltele oamenilor), iar descendenții populațiilor introduse care trăiesc în Noua Zeelandă și Argentina au crescut destul de mult, atât ca mărime a corpului, cât și a coarnelor. Cerbii mari de cerb roșu, precum cerbul roșu caspic sau cei din Munții Carpați, pot rivaliza ca mărime cu elanul nord-american. Femelele de cerb roșu sunt mult mai mici decât masculii lor.
De obicei, masculul de cerb roșu măsoară între 1,75 și 2,50 metri lungime de la nas până la baza cozii și cântărește între 160 și 240 kg; femela măsoară între 1,60 și 2,10 metri lungime și cântărește adesea între 120 și 170 kg. Coada măsoară între 12 și 19 cm, iar înălțimea la umăr este de aproximativ 95 - 130 cm. În Scoția, cerbii au o lungime medie a capului și a corpului de 2 metri și o înălțime medie la umăr de 1,22 metri, iar femelele au o lungime medie de 1,80 metri și o înălțime medie de 1,14 metri. Pe baza masei corporale, sunt probabil a patra specie de cerbi existentă ca mărime medie, după elan, wapiti și cerbul indian.
Mărimea variază de la o subspecie la alta, cea mai mare, cerbul din Munții Carpați (C. e. elaphus), cântărind până la 500 kg. La celălalt capăt al scalei, cerbul roșu corsican (C. e. corsicanus) cântărește între 80 și 100 kg, deși cerbul roșu din habitatele sărace poate cântări doar între 53 și 112 kg.

### Coarne

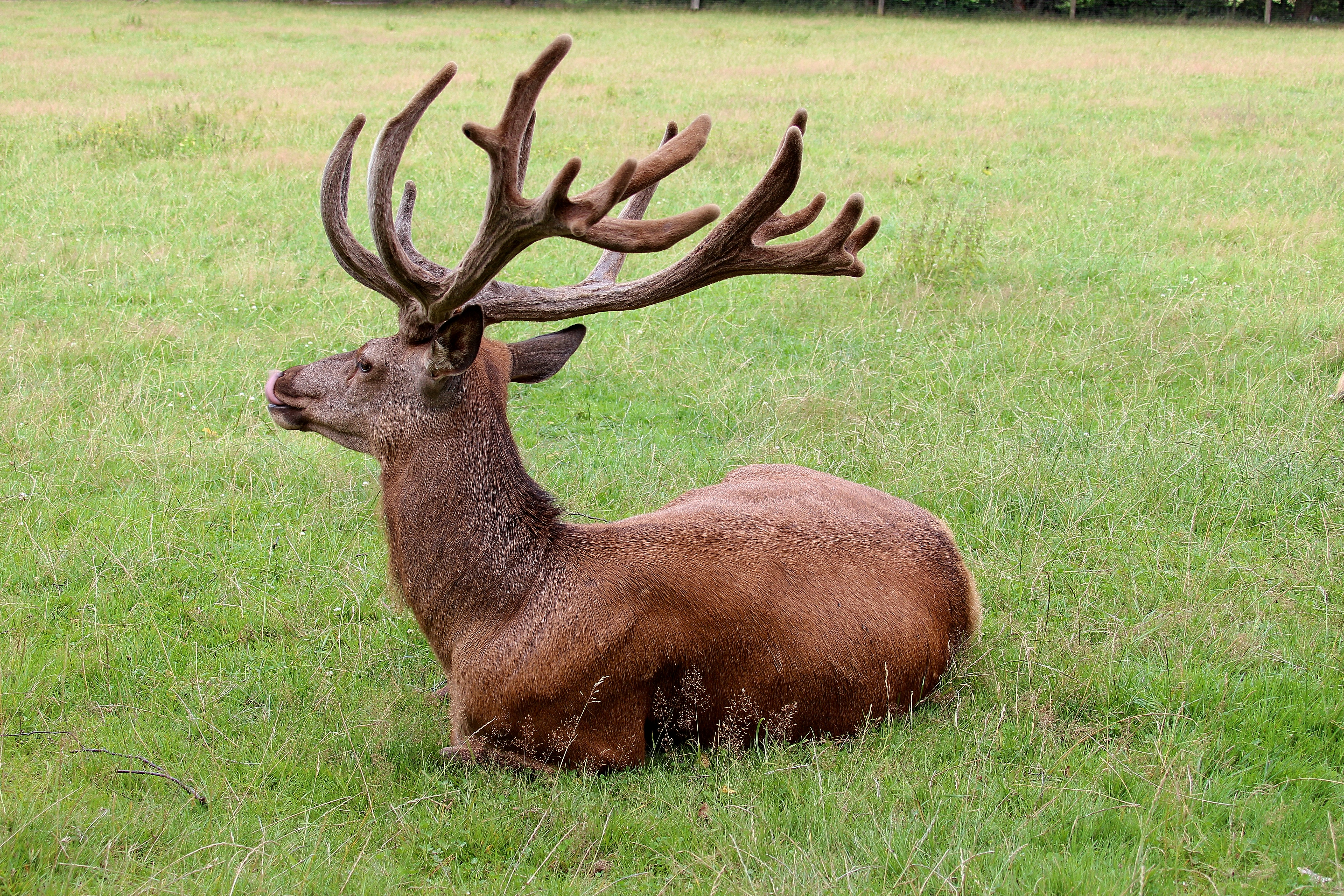
Coarnele pot crește cu o viteză de 2,5 cm pe zi

Doar cerbii au coarne, care încep să crească primăvara și cad în fiecare an, de obicei la sfârșitul iernii. Coarnele măsoară de obicei 71 cm lungime totală și cântăresc 1 kg, deși cele mari pot crește până la 1,15 metri și pot cântări 5 kg. Coarnele, care sunt făcute din os, pot crește cu o viteză de 2,5 cm pe zi. În timpul creșterii, coarnele sunt acoperite cu o piele foarte vasculară numită catifea, care furnizează oxigen și nutrienți osului în creștere.
Coarnele sunt determinate de testosteron și, pe măsură ce nivelul de testosteron al cerbului scade toamna, catifeaua se pierde și coarnele nu mai cresc. Odată cu apropierea toamnei, coarnele încep să se calcifieze și producția de testosteron a cerbilor crește pentru apropierea rutului (sezonul de împerechere).
Coarnele cerbului sunt o armă împotriva rivalilor în lupta pentru posesia femelelor. Un pretendent la tron care se apropie își poate evalua șansele uitându-se la coarne, astfel încât cerbii cu forțe foarte diferite rareori se luptă între ei. Ramurile coarnelor îi împiedică pe adversari să își provoace răni grave, deoarece se împletesc pentru a absorbi loviturile reciproce.

## Comportament
Masculii trăiesc singuri sau în grupuri mici, iar femelele în grupuri familiale mici. Masculii tind să se adune în grupuri după ce își pierd coarnele. Înainte de fătare, femelele sunt ușor separate de celelalte, dar mai târziu formează din nou grupuri libere; aceste grupuri de fătare pot fi formate din până la 50 de indivizi. Spre deosebire de căprioare, masculilor le place să se bălăcească în bălți noroioase. Ei nu sunt atât de legați de un anumit teritoriu. Atunci când sunt încolțiți, se apără cu lovituri rapide ale membrelor anterioare, iar colții lor extrem de ascuțiți sunt o armă eficientă. În acest fel, femelele își pot apăra bine puii.
De obicei, căprioarele se odihnesc în adăposturi în timpul zilei și ies să se hrănească doar seara. Sunt ierbivore, hrănindu-se cu plante cu tulpina moale, dar primăvara mănâncă și mugurii de la tufișuri și copaci. În timpul iernii provoacă uneori pagube mari prin decojirea copacilor. De asemenea, pot digera alimente crude bogate în fibre în stomacul lor mare. La sfârșitul verii și toamna, când stejarii sunt bogați în ghinde, mănâncă din abundență și își dezvoltă un strat de slănină sub piele pentru perioada de iarnă săracă. Își petrece 8-10 ore pe zi hrănindu-se, urmate de același timp de rumegare. În timp ce turma paște, unul sau două animale sunt atente la pericole și dau semnale de alarmă dacă se apropie un prădător. Căprioarele bine hrănite pot rezista la frig și la căderile abundente de zăpadă.
Cerbii trăiesc aproximativ 16-18 ani în sălbăticie, masculii trăiesc aproximativ 20 de ani în captivitate, iar femelele 22 de ani.

### Reproducere, gestație și durată de viață

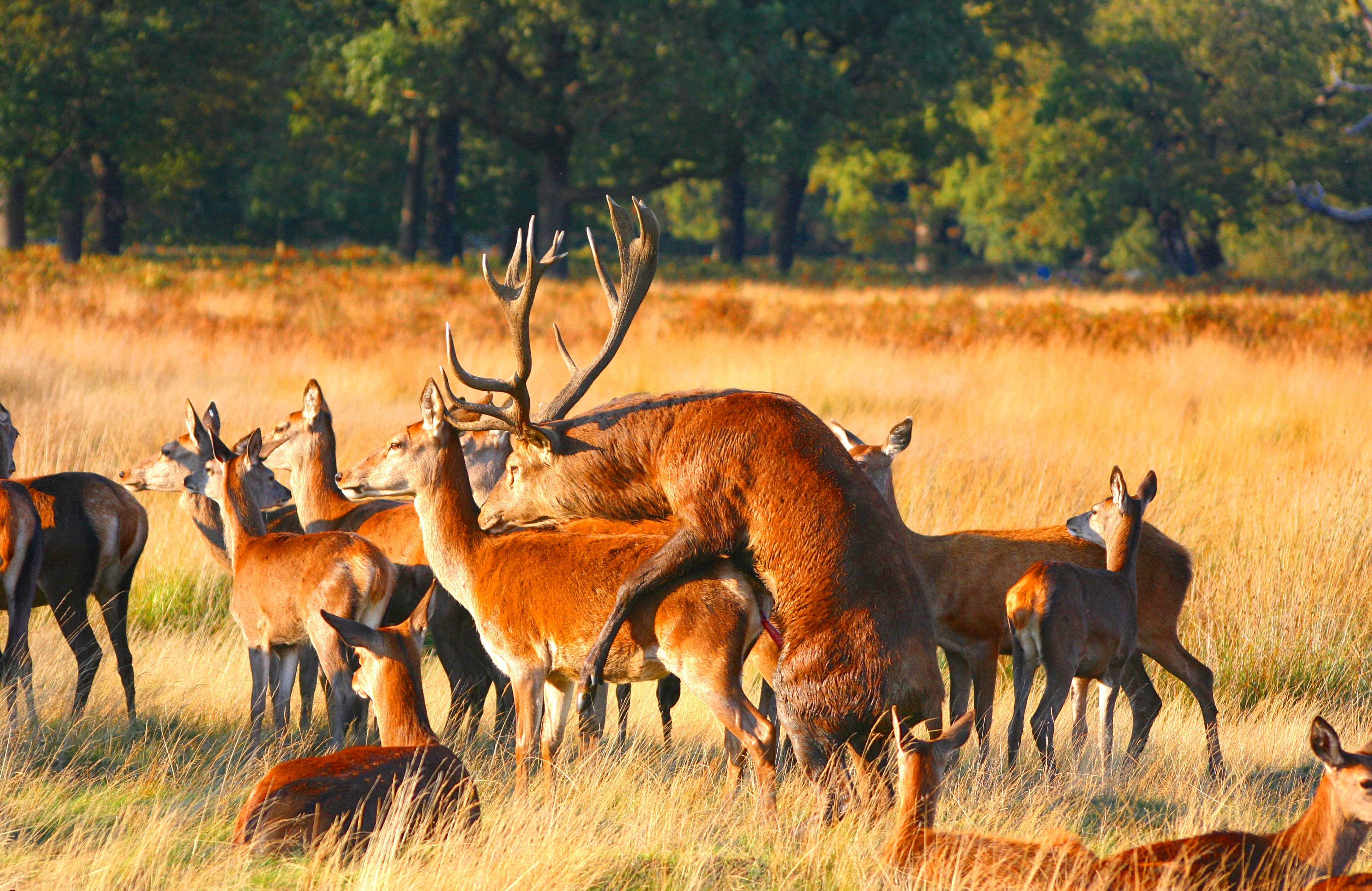
Împerecherea cerbilor roșii în Parcul Richmond, Londra

La începutul toamnei, mai exact de la jumătatea lunii septembrie până la jumătatea lunii octombrie, începe sezonul de împerechere. Masculii de cerb roșu european au un răget distinctiv în timpul rutului, care este o adaptare la mediile împădurite, spre deosebire de masculii de wapiti american care scot un sunet ca un gorn în timpul rutului, ca adaptare la mediile deschise. Masculul rage pentru a-și menține haremul de femele împreună, aceastea fiind atrase de acei masculi care rag cel mai des și care au cel mai puternic sunet. Cerbul adună astfel în jurul său între 5 și 15 femele, pe care le păzește cu gelozie, cu prețul unor lupte furibunde împotriva tuturor rivalilor. Totuși, luptele între masculi sunt rare: concurenții se provoacă „vocal”. Răgetul puternic al cerbului servește tocmai pentru ca rivalii să înțeleagă pe cine au în față: doar atunci când capacitățile lor vocale sunt egale, masculii se confruntă în câmp deschis, dar chiar și în acest moment, înainte de luptă, ei pun în aplicare o serie de comportamente rituale, de exemplu încep să mărșăluiască înainte și înapoi pe linii paralele pentru a observa dimensiunea scenei și robustețea adversarului.

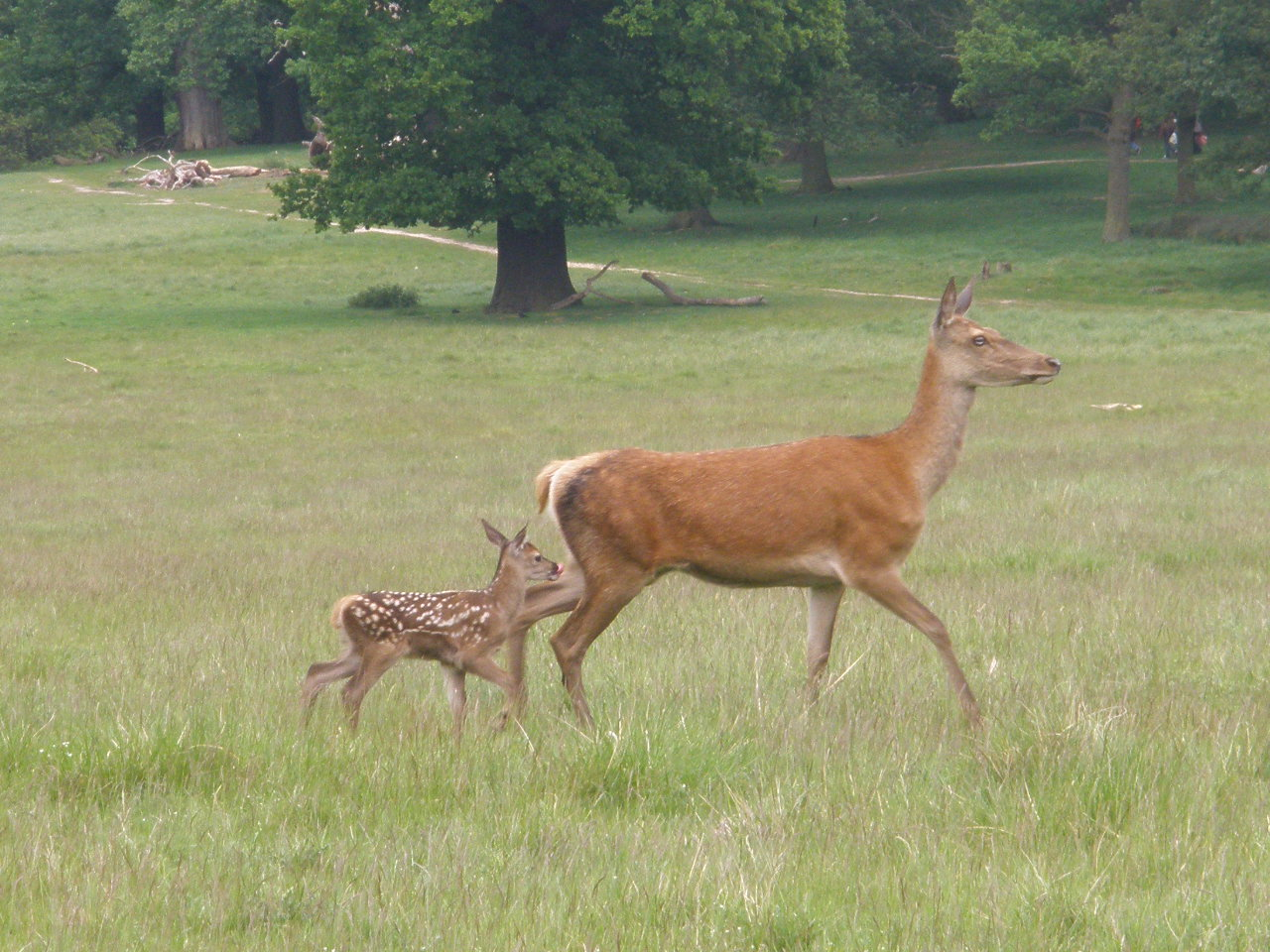
Femelă cu pui

Numai cerbii maturi dețin haremuri (grupuri de femele), iar succesul reproducerii atinge cote maxime la vârsta de aproximativ opt ani. Cerbii în vârstă de doi până la patru ani dețin rareori haremuri și petrec cea mai mare parte a rutului la periferia haremurilor mai mari, la fel ca și cerbii în vârstă de peste 11 ani. Cerbii care dețin un harem se hrănesc rar și pierd până la 20 % din greutatea corporală. Masculii care intră în rut în stare precară au mai puține șanse de a ajunge la perioada de concepție.
Odată ce perioada de rut a trecut, masculii își reformează turmele, reluându-și viața normală, în timp ce femelele, adunate și ele în turme separate împreună cu masculii mai tineri, pornesc în căutarea unor locuri sigure unde să își petreacă primele zile de gestație. Sarcina durează 260 de zile și, de regulă, la fiecare naștere se naște un singur pui, rareori doi. Puiul are spatele pătat pentru a se camufla mai bine în tufișuri, unde rămâne perfect nemișcat și nu poate fi reperat de niciun prădător deoarece nu emană niciun miros.
Puiul rămâne ascuns în tufișurile dese (unde mama îl însoțește doar pentru hrănire) timp de câteva săptămâni, după care este capabil să urmeze grupul alături de alte femele cu pui. La vârsta de două luni, puii sunt înțărcați, dar nu își vor părăsi mamele până la vârsta de un an, când masculii adulți îi alungă pentru a se împerechea cu femelele. Deși maturitatea sexuală este atinsă de căprioare în jurul vârstei de doi ani, ele sunt capabile să procreeze abia la sfârșitul celui de-al treilea an.

## Cerbul și omul
Cerbul roșu a jucat un rol major în istoria dezvoltării umane. A fost o sursă importantă de hrană, în special în perioada paleolitică. În situl paleolitic de la Bilzingsleben, căprioarele reprezintă aproximativ 13% din totalul mamiferelor mari descoperite, dintre care majoritatea sunt căprioare roșii. Rămășițele sunt interpretate ca pradă de vânătoare a lui Homo erectus local. Rămășițele individuale de coarne de cerb prelucrate aici ar putea indica, de asemenea, utilizarea timpurie a materiei prime. În mod similar, urmele de tăieturi de pe oasele de cerb roșu din situl din Paleoliticul mijlociu Neumark-Nord 1 din Geiseltal, Saxonia-Anhalt, indică utilizarea carcaselor de către oamenii timpurii, în timp ce perforațiile de pe vertebrele și oasele pelvine ale căprioarelor sugerează exploatarea activă a acestei specii de cerb.
Pentru sciți, în special, cerbul avea o mare semnificație, fiind considerat un ghid al morților, călăuzind calea sufletului spre lumea cealaltă. Prin urmare, statui de căprioare, din bronz și aur, erau adesea plasate în mormintele sciților. Căpeteniile Skythiene își împodobeau adesea caii cu măști cu coarne artificiale pentru a le da un aspect asemănător cerbului. Astfel de măști au fost găsite, de exemplu, în mormintele culturii Pazyryk din sudul Siberiei.

### Reprezentări în pictură

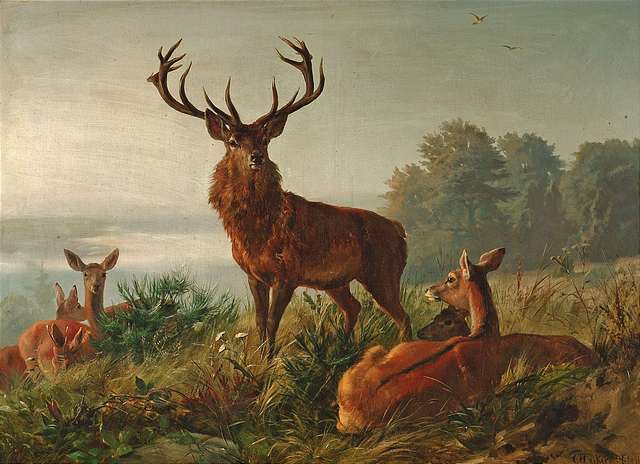
Cerb și căprioare, 1871
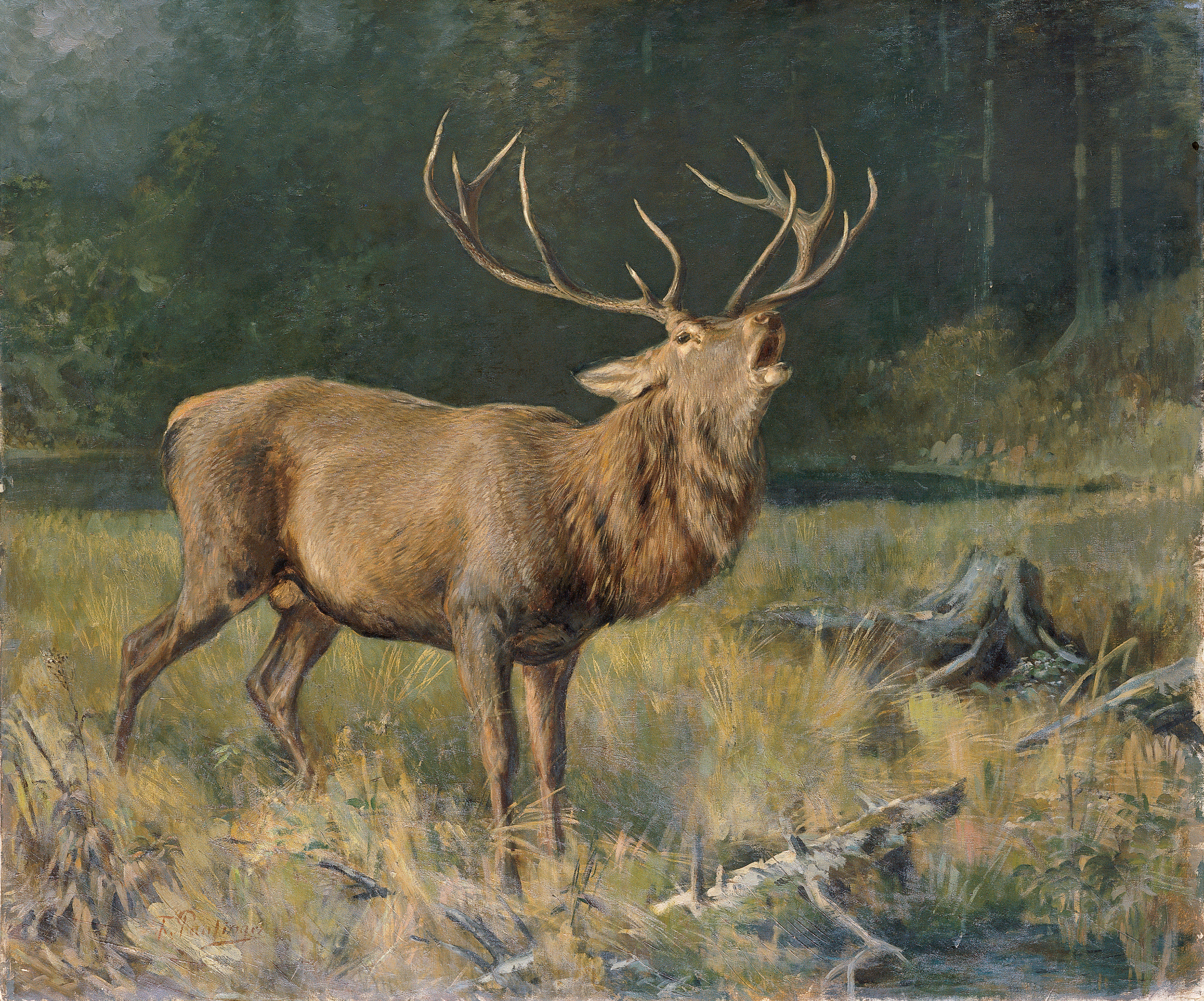
Cerb în rut, sec.XIX
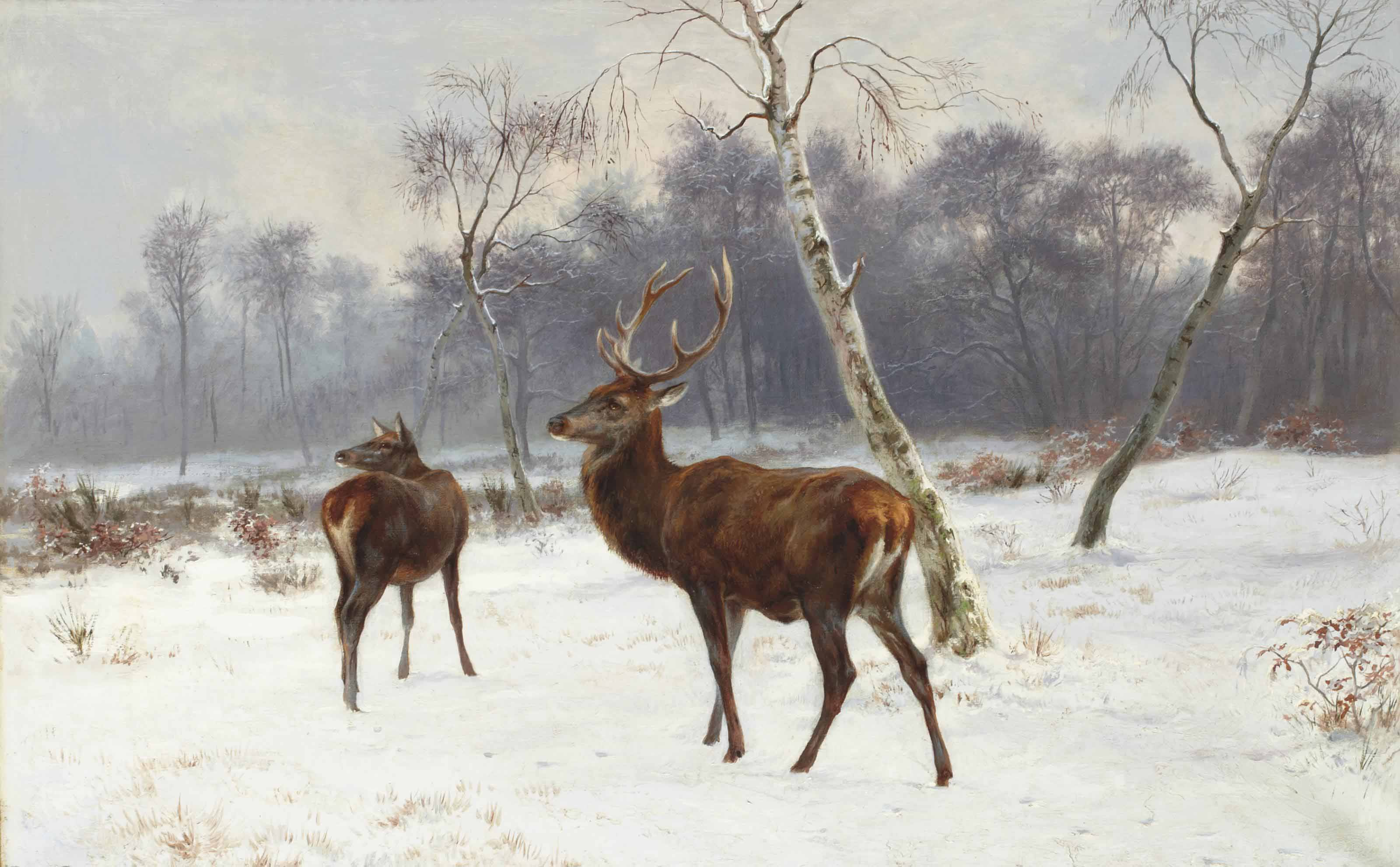
Cerb și căprioară într-un peisaj înzăpezit, 1883
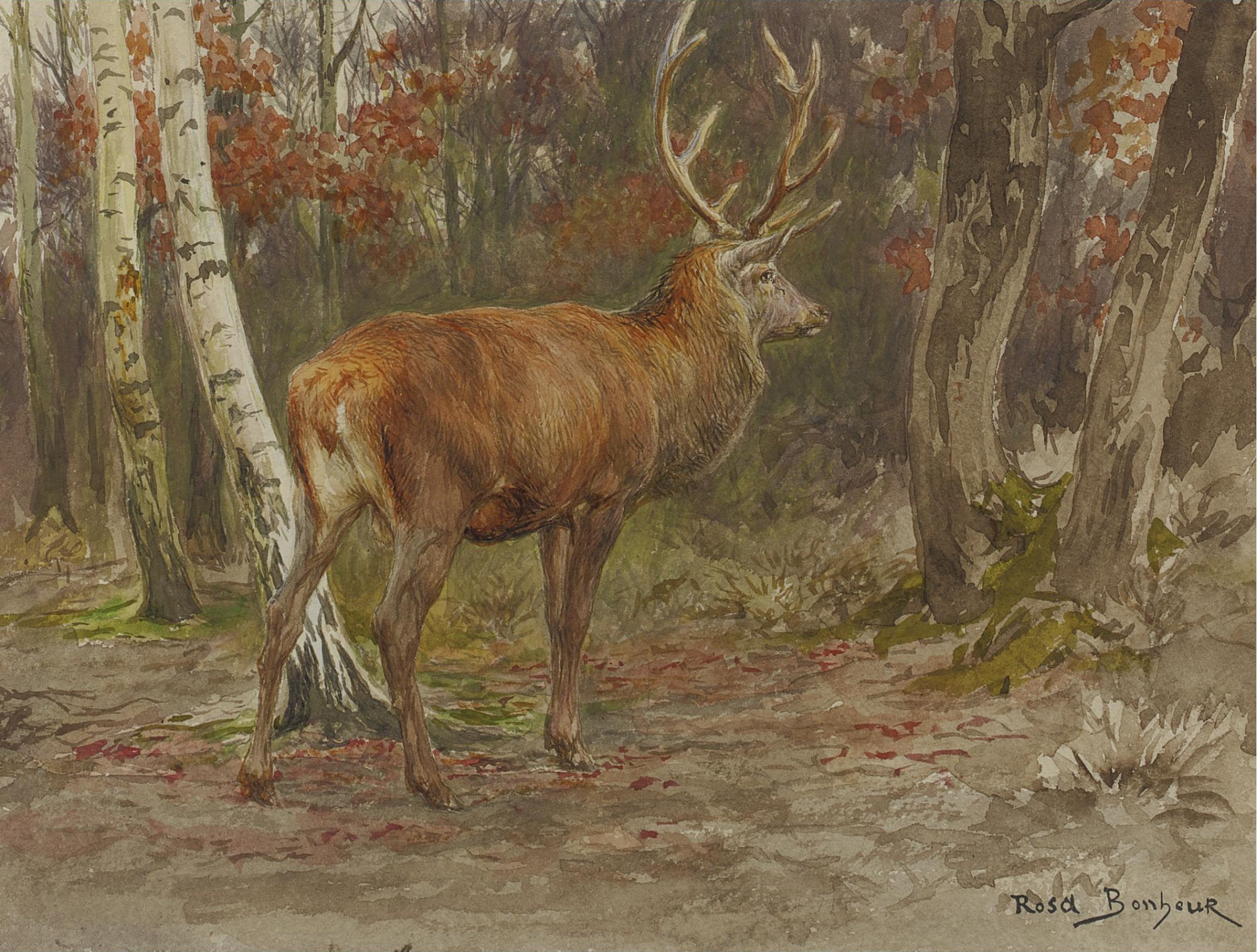
Cerb vigilent, 1883
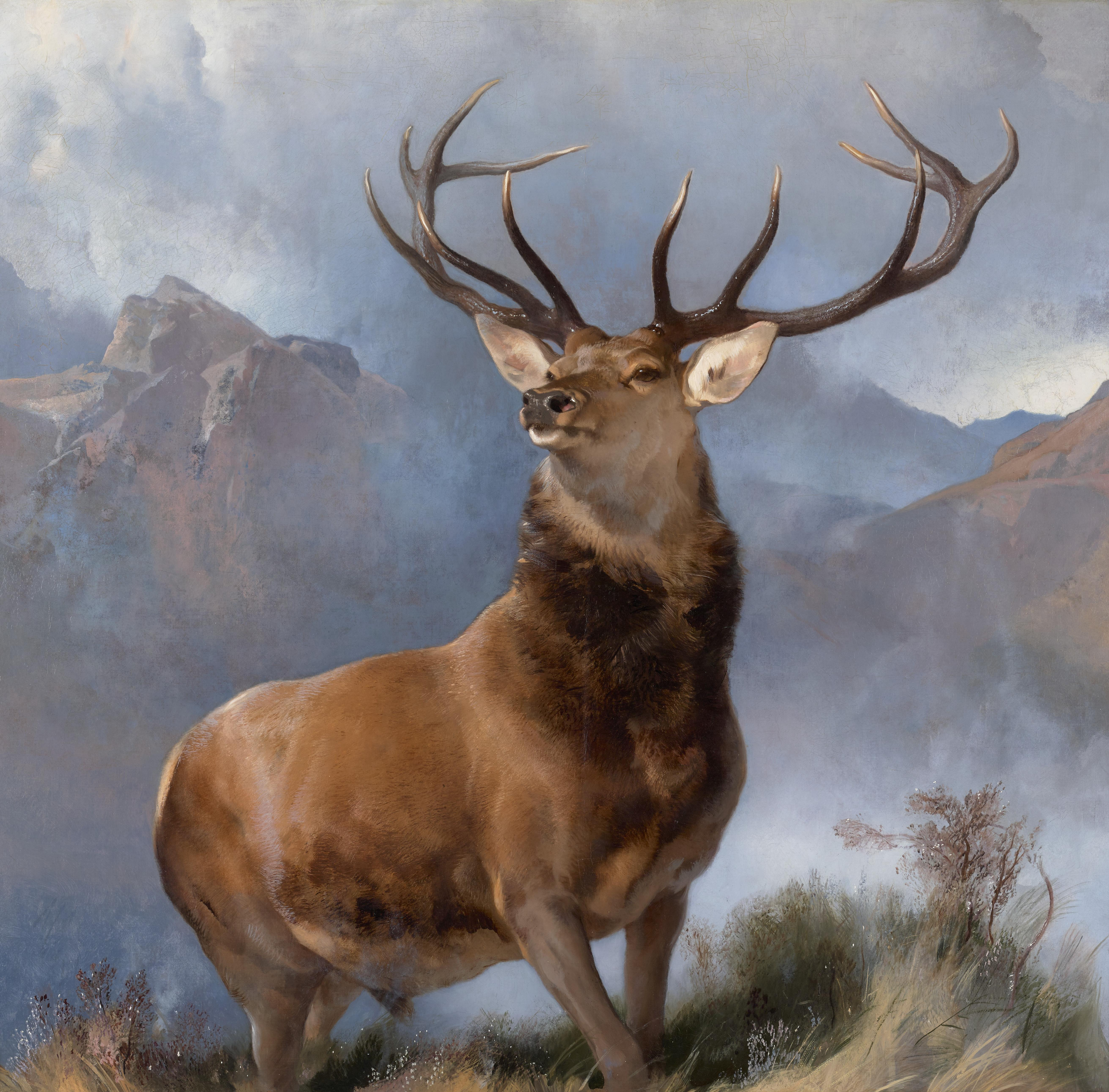
Monarhul din Glen, 1851
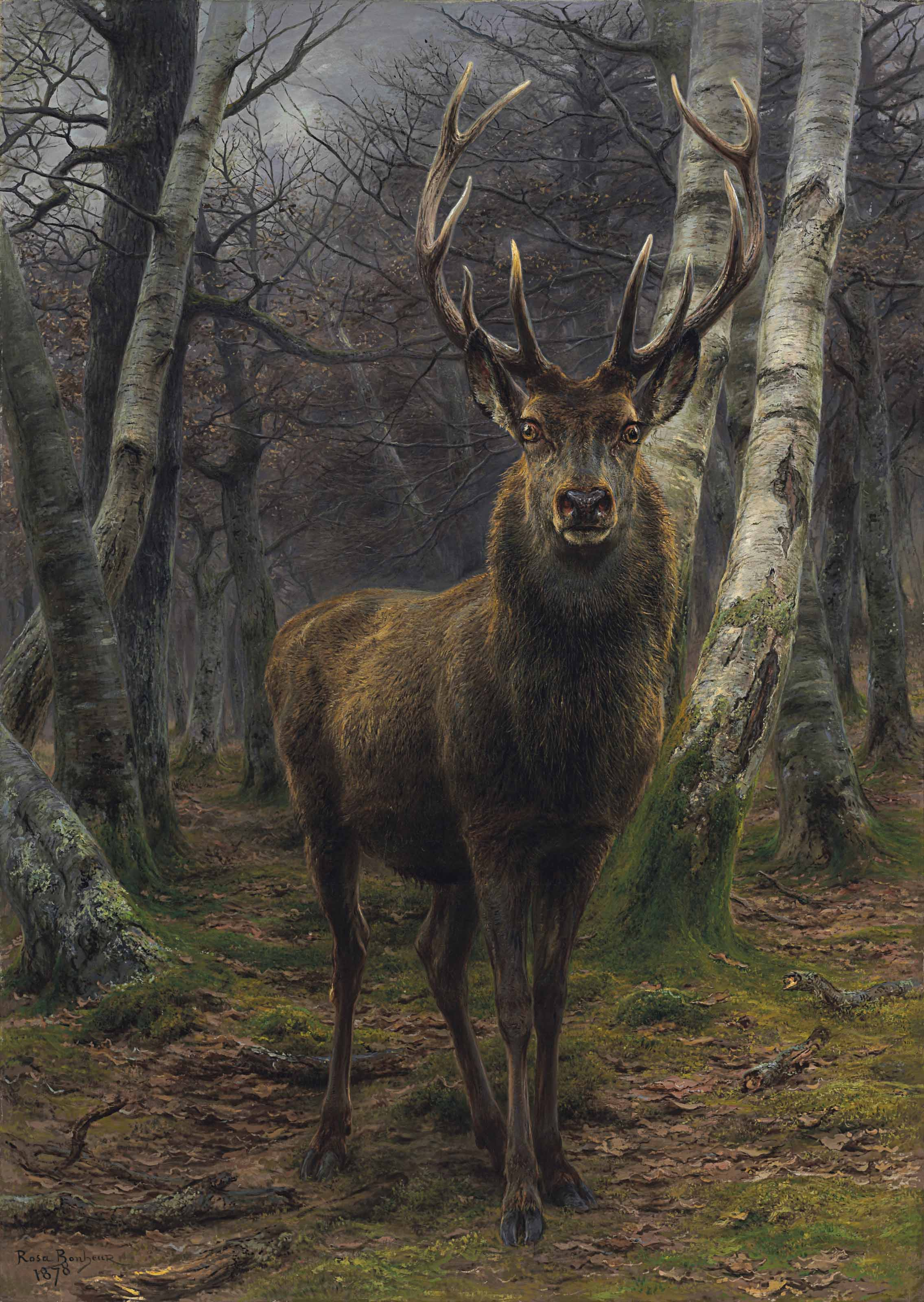
Regele pădurii, 1878
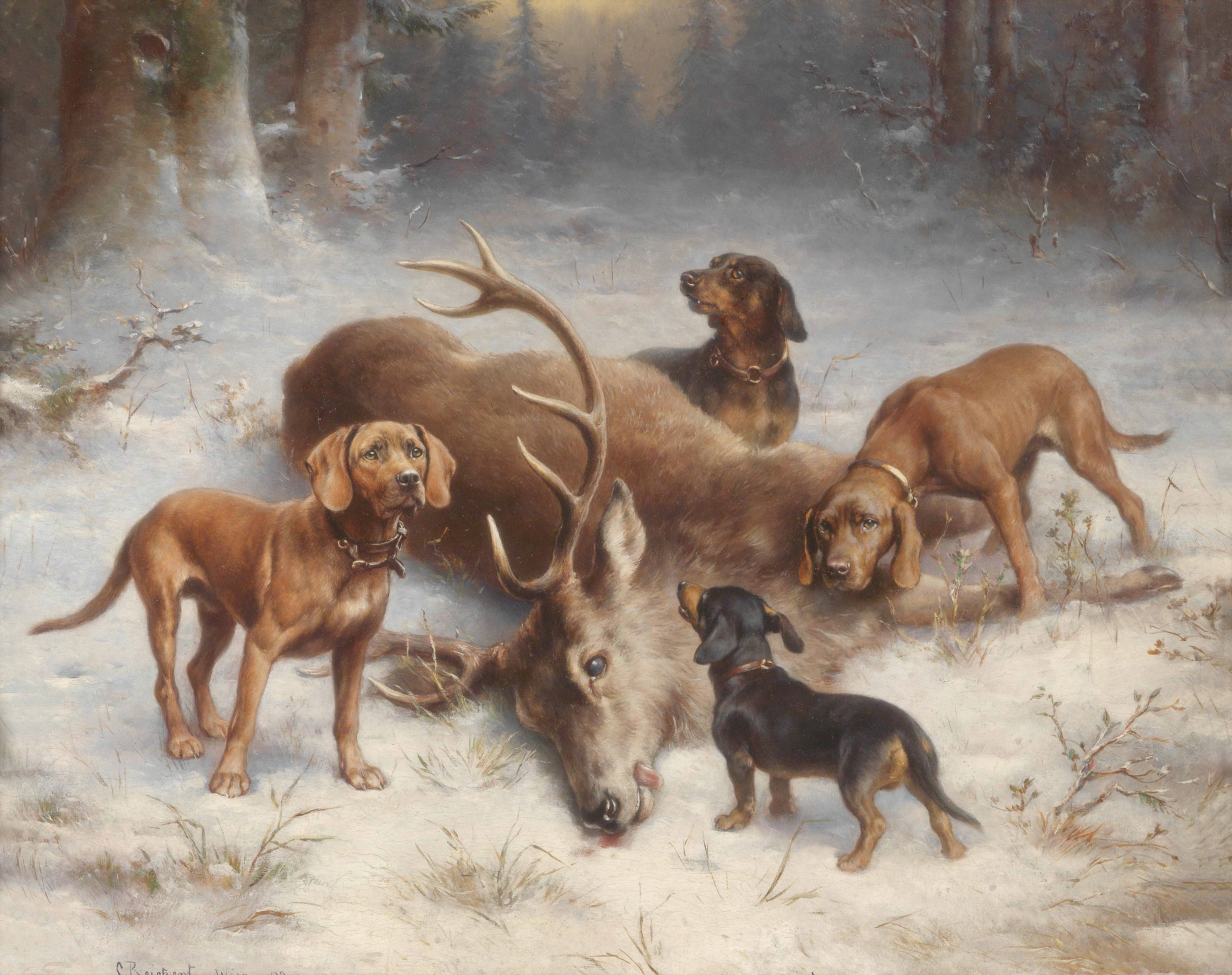
Câini de vânătoare cu un cerb împușcat, 1902
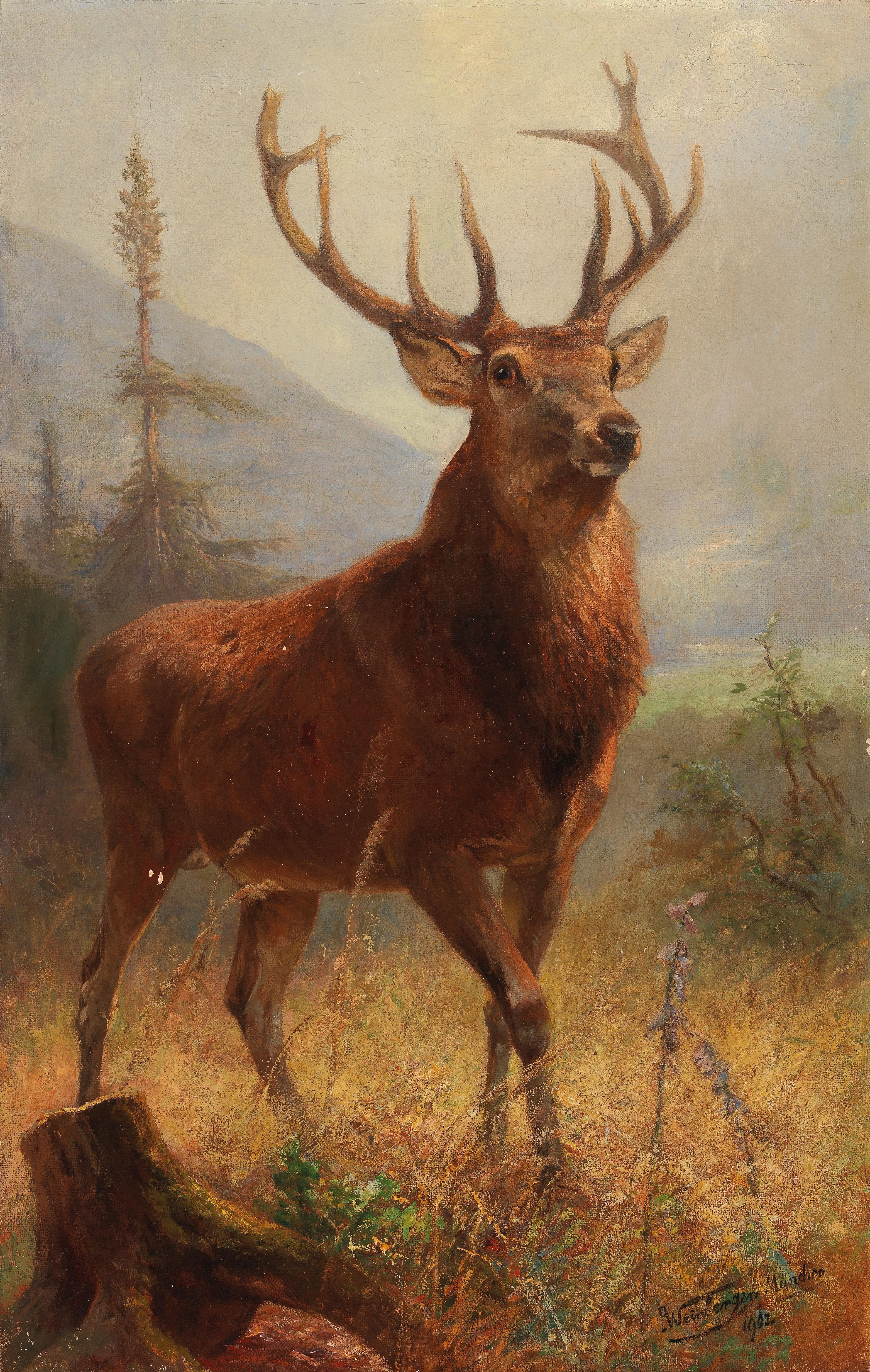
Cerb trofeu într-un peisaj deschis, 1902
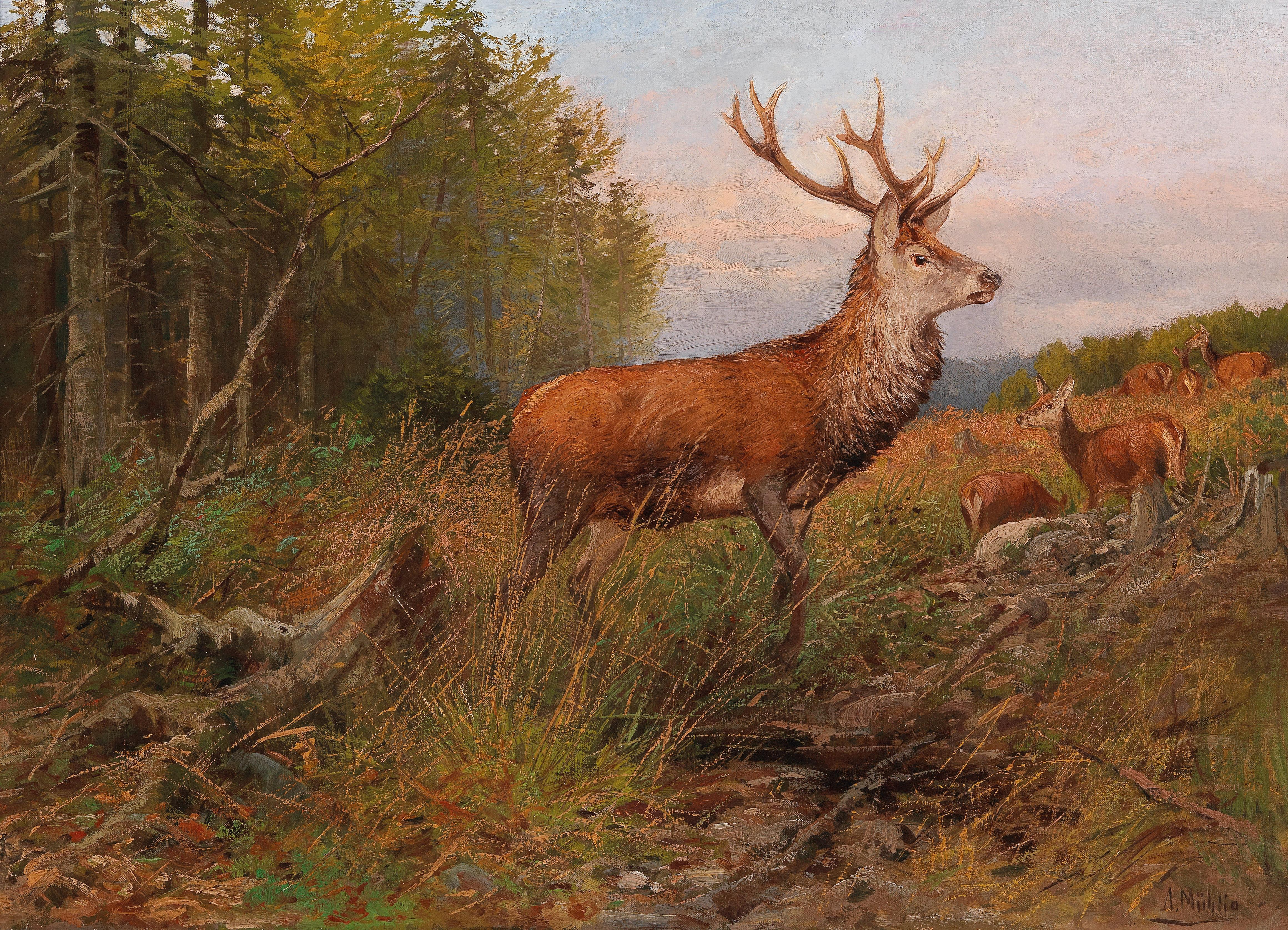
Cerbul roșu veghează, 1909
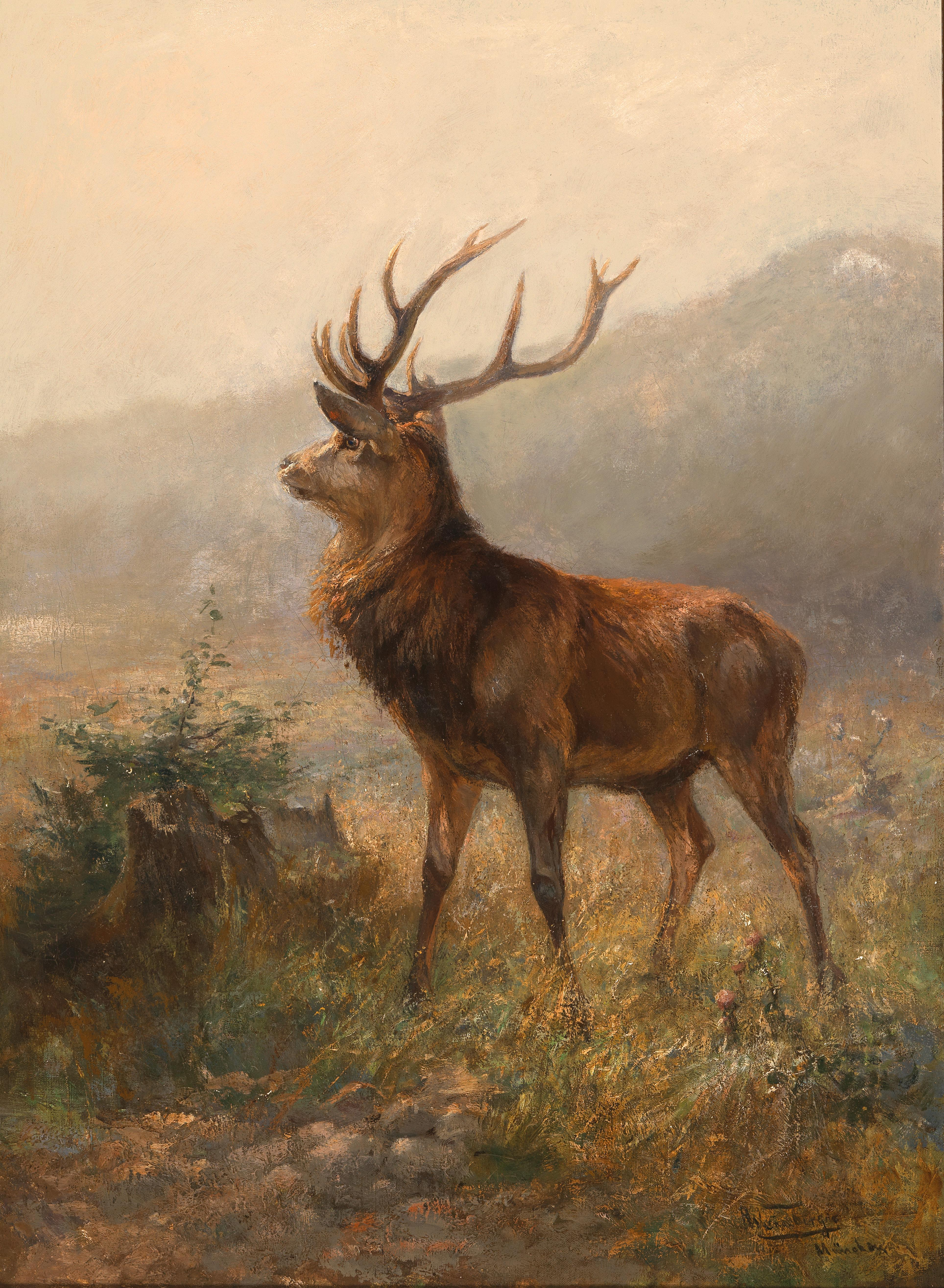
Cerb, 1912
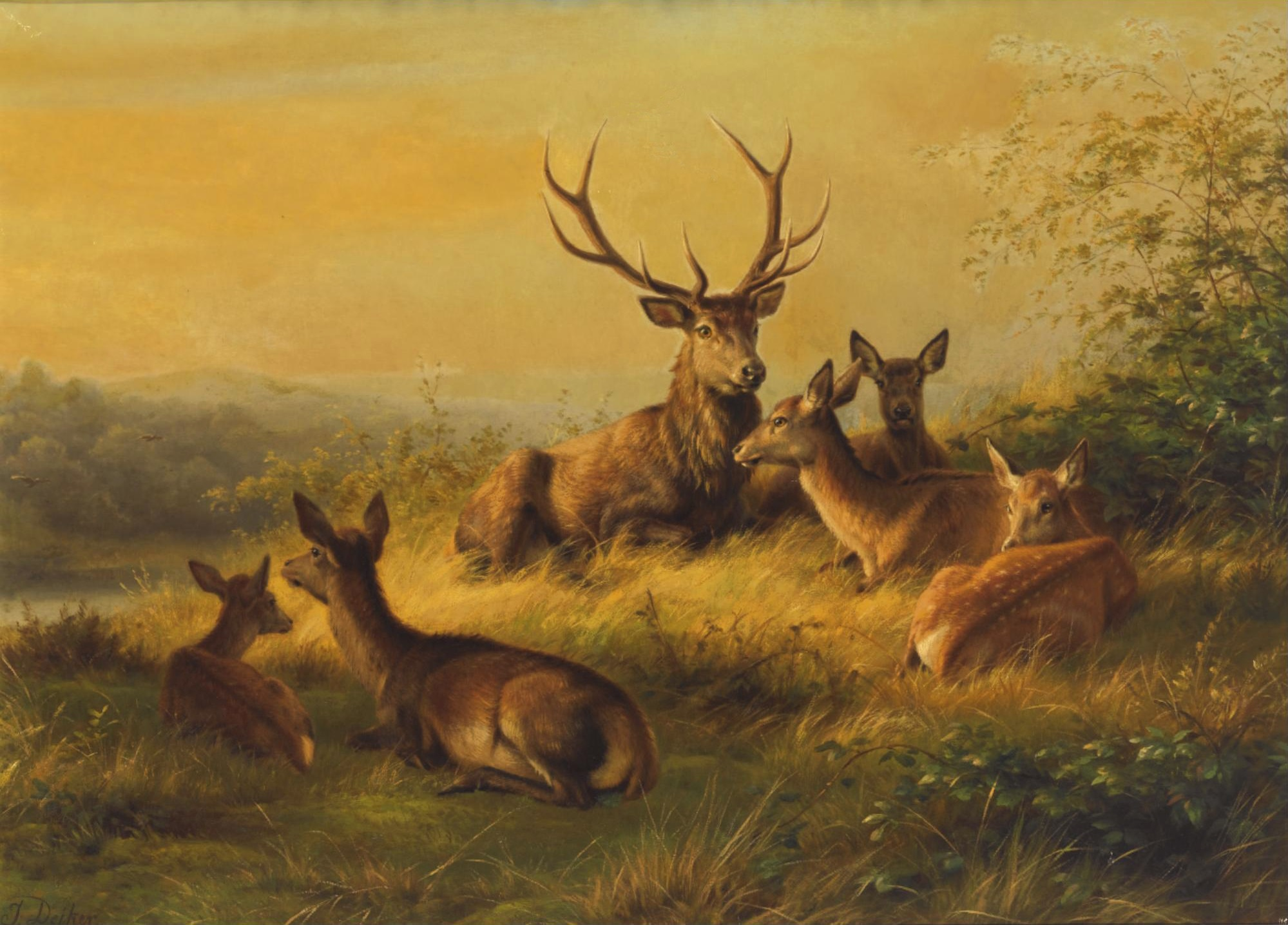
Un cerb și căprioare se odihnesc într-un peisaj, sec.XIX